# El Vizaje
El Vizaje är en ort i Mexiko.   Den ligger i kommunen San Lucas Zoquiápam och delstaten Oaxaca, i den sydöstra delen av landet, 280 km sydost om huvudstaden Mexico City. El Vizaje ligger 1 803 meter över havet och antalet invånare är 240.
Terrängen runt El Vizaje är kuperad åt nordväst, men åt sydost är den bergig. Runt El Vizaje är det ganska tätbefolkat, med 75 invånare per kvadratkilometer. Närmaste större samhälle är Huautla de Jiménez, 7,1 km öster om El Vizaje. I omgivningarna runt El Vizaje växer i huvudsak städsegrön lövskog.